# Eustrotia micropis
Eustrotia micropis är en fjärilsart som beskrevs av George Francis Hampson 1910. Eustrotia micropis ingår i släktet Eustrotia och familjen nattflyn. Inga underarter finns listade i Catalogue of Life.